# Ніко Бінст
Ніко Бінст (народився 20 травня 1992) — бельгійський професійний футболіст, який грає на позиції нападника за «Мерелбеке» в бельгійському національному дивізіоні 1.
У квітні 2020 року було оголошено, що Бінст підписав контракт з «Кнокке», приєднавшись до них у липні 2020 року після закінчення терміну його контракту з «Рупел Бум».